# Abel Laville
Pour les articles homonymes, voir Laville.
Abel Laville (1904-1943) fut un résistant français et un membre de Combat Zone Nord, mort en déportation.
Membre du groupe de Compiègne, il est arrêté le 17 avril 1942, emprisonné à Fresnes, puis déporté à la prison de Sarrebruck, en vertu du décret Nacht und Nebel.
- 19 octobre 1943 : il est condamné à mort (affaire Continent) par le 2e sénat du Volksgerichtshof.
- 7 décembre 1943 : avec Gualbert Flandrin, Georges Tainturier, Michel Edvire, Christian Héraude, Robert Héraude, Gabriel Clara, Albert Vandendriessche et Alexandre Gandouin, il est guillotiné à la prison de Cologne.

## Sources
- Archives nationales.
- Archives départementales de l’Oise.
- Musée de la Résistance et de la Déportation de Besançon.
- BDIC (Nanterre).